# Les Vignes
Les Vignes korábbi község Franciaország Okcitánia régiójában, Lozère megyében. Lakosainak száma 83 fő (2018. január 1.). Les Vignes Saint-Georges-de-Lévéjac, La Malène, Hures-la-Parade, Saint-Pierre-des-Tripiers és Saint-Rome-de-Dolan községekkel határos.
2017. január 1-jén négy másik korábbi községgel egyesült és az így létrejött Massegros Causses Gorges új község része lett.

## Népesség
A település népességének változása:
| Lakosok száma | 167  | 113  | 107  | 103  | 118  | 109  | 104  | 101  | 104  | 83   |
|               | 1968 | 1975 | 1982 | 1990 | 1999 | 2011 | 2013 | 2015 | 2017 | 2018 |